# Ministero della guerra dell'Impero austro-ungarico
L'Imperiale e reale ministero della guerra dell'Impero d'Austria-Ungheria (kaiserliche und königliche Kriegsminister vom österreiche-ungherische Kaisertum) fu uno dei ministeri istituiti dall'Impero austro-ungarico.
Esso rimase attivo dalla fondazione della nuova monarchia nel 1867 sino al 1918 quando crollò l'Impero stesso. Assieme al ministero delle finanze, quello militare era una delle istituzioni più importanti dell'Impero ed era suddiviso in due ministeri della difesa, uno per l'Austria ed uno per l'Ungheria incaricati di amministrare singolarmente le esigenze belliche dei due stati.

## Storia

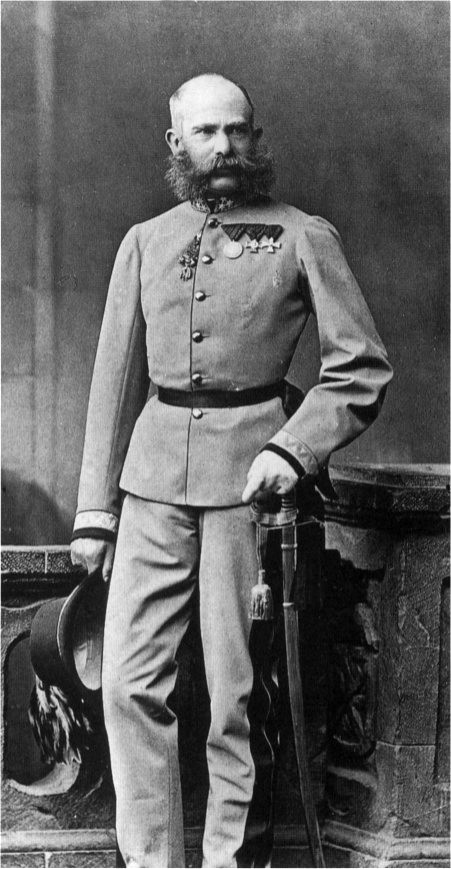
Il Ministero della guerra dell'Impero austro-ungarico venne fondato dall'imperatore Francesco Giuseppe nel 1867.

Il ministero della guerra nell'Impero austro-ungarico ebbe origine nel 1867 quando, il 21 dicembre di quello stesso anno venne approvata una legge per la separazione dei poteri di amministrazione bellica tra Austria e Ungheria che pure dovevano far capo ad una medesima politica riconducibile a quella dell'imperatore.
Il ministro della guerra era il diretto referente dell'imperatore e del governo sotto l'aspetto bellico e a lui era concesso di proporre al monarca l'approvazione o il rigetto di dichiarazioni di pace o di guerra.
Il ministro era formalmente tenuto a svolgere la funzione di assistente anche del comandante in capo alle armate dell'esercito austro-ungarico, carica che ufficialmente era detenuta dall'Imperatore ma che perlopiù Francesco Giuseppe (in particolar modo negli anni della vecchiaia) delegò ad alcuni comandanti meritevoli come Friedrich von Beck-Rzikowsky (11 luglio 1867 - 1881) e Arthur von Bolfras (1881 - 5 gennaio 1917).

## Ministri della guerra (1867-1918)
|     | Nome                                                       | Immagine | Inizio incarico | Termine incarico |
| --- | ---------------------------------------------------------- | -------- | --------------- | ---------------- |
| 1.  | Feldmaresciallo luogotenente Franz von John                |          | 1867            | 1868             |
| 2.  | Feldmaresciallo luogotenente Franz Kuhn von Kuhnenfeld     |          | 1868            | 1874             |
| 3.  | Generale di cavalleria Alexander von Koller                |          | 1874            | 1876             |
| 4.  | Feldzeugmeister Arthur Maximilian Bylandt-Rheydt           |          | 1876            | 1888             |
| 5.  | Feldzeugmeister Ferdinand Bauer                            |          | 1888            | 1893             |
| 6.  | Feldzeugmeister Rudolf Merkl                               |          | 1893            | 1893             |
| 7.  | Generale di cavalleria Edmund von Krieghammer              |          | 1893            | 1902             |
| 8.  | Feldzeugmeister Heinrich von Pitreich                      |          | 1902            | 1906             |
| 9.  | Generale di fanteria Franz Schönaich                       |          | 1906            | 1911             |
| 10. | Generale di fanteria Moritz Auffenberg von Komarów         |          | 1911            | 1912             |
| 11. | Feldmaresciallo Alexander von Krobatin                     |          | 1912            | 1917             |
| 12. | Generale colonnello Rudolf Stöger-Steiner von Steinstätten |          | 1917            | 1918             |

## Il palazzo del Ministero della guerra
Il ministero aveva sede nel palazzo del Ministero della guerra che sorgeva in un luogo simbolico dell'Innere Stadt di Vienna, quello in cui, nel 1848, era stato linciato l'allora ministro della guerra, conte Theodor Baillet von Latour. La sede del ministero, in precedenza, si trovava presso la corte imperiale e fu solo nel 1909 che si decise di trasferirla altrove. I lavori di costruzione del nuovo edificio vennero affidati all'architetto Ludwig Bauman e si conclusero nel 1913. Il nuovo edificio (per l'appunto nominato palazzo del Ministero della guerra) venne edificato sulla Ringstraße voluta dall'imperatore Francesco Giuseppe d'Austria ove rimase sino al 1918. Di fronte all'edificio si trova ancora oggi, simbolicamente, una statua del feldmaresciallo Radetzky, una delle più gloriose e famose figure militari dell'Impero austriaco.

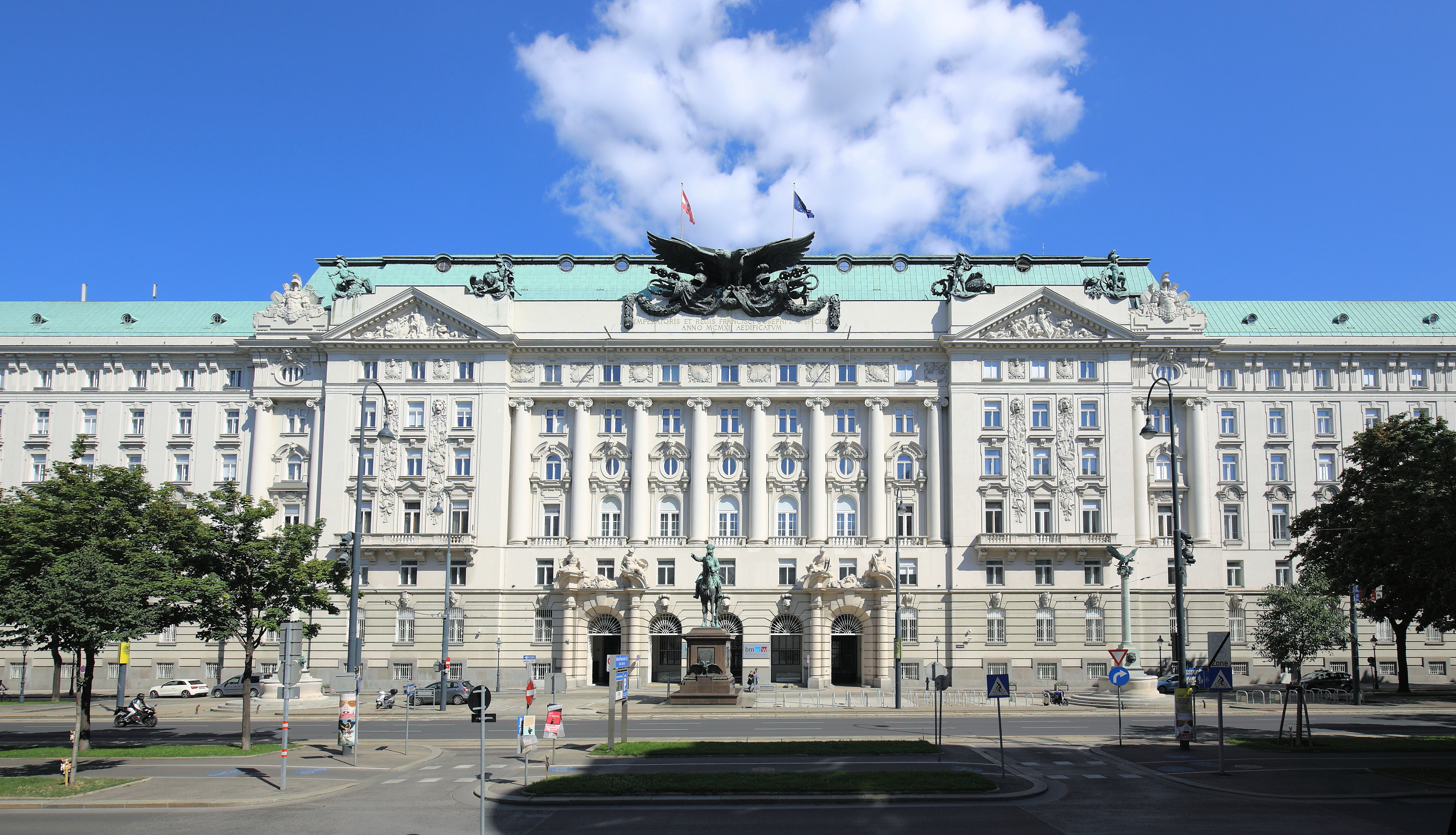
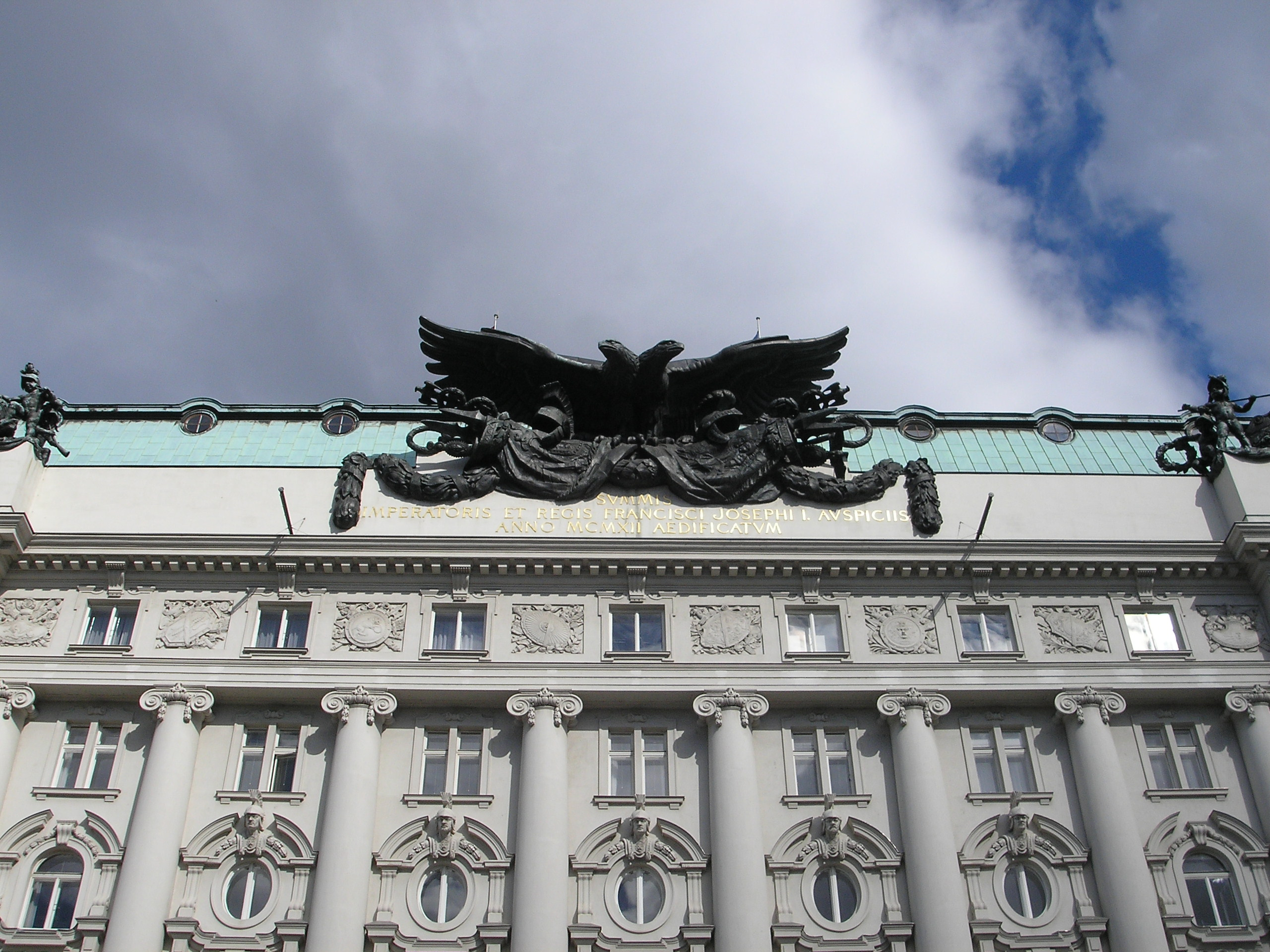
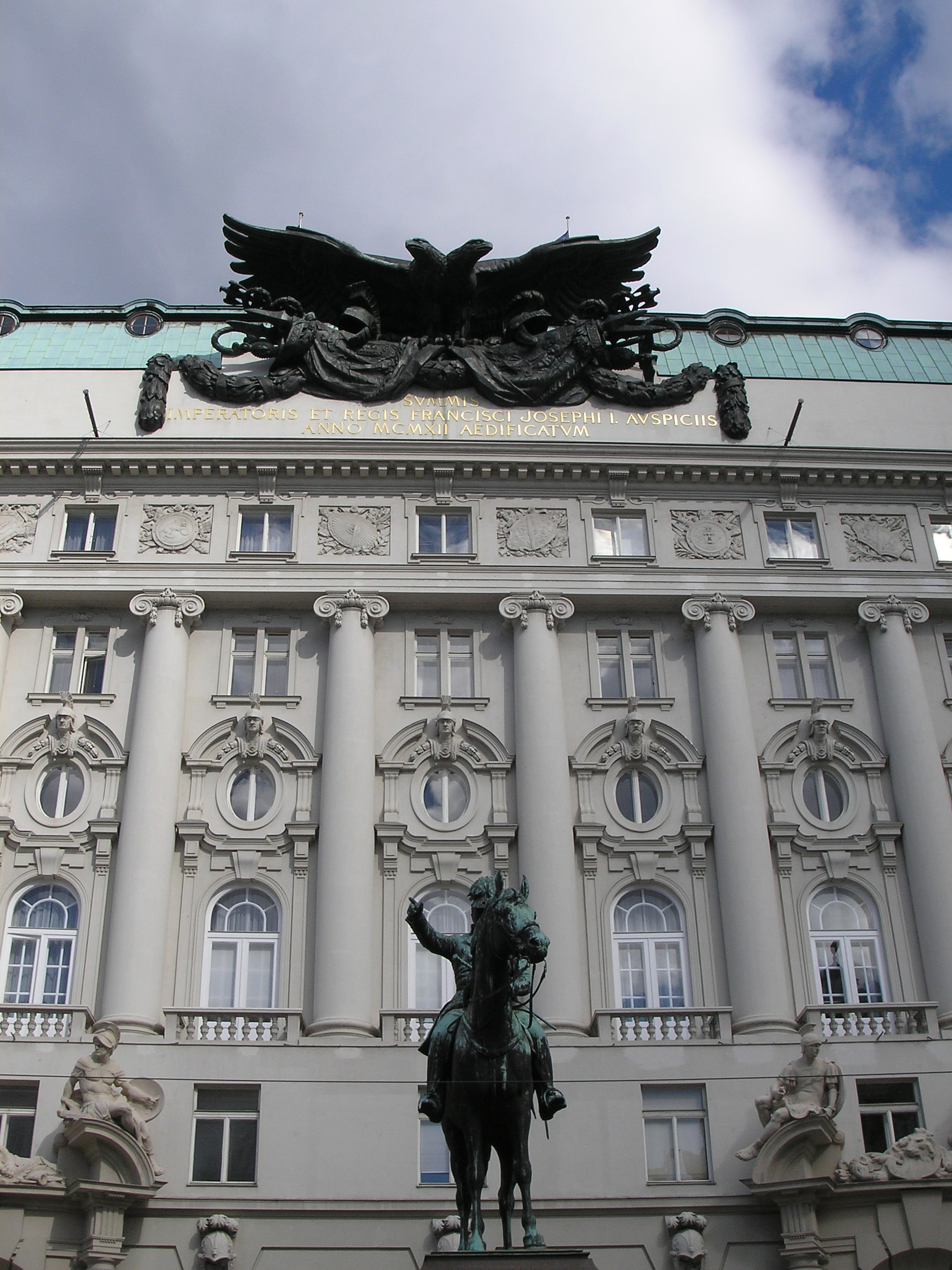
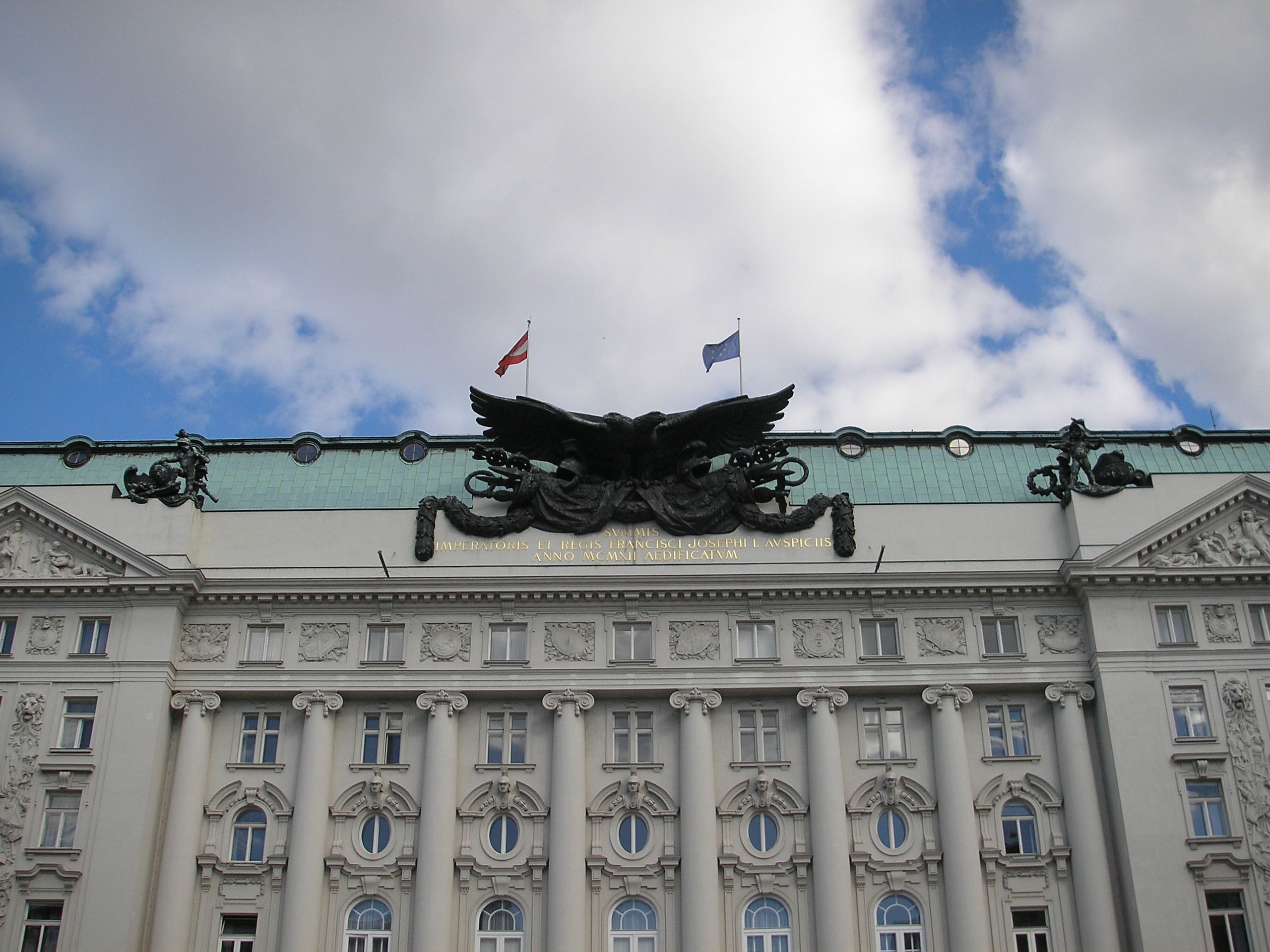
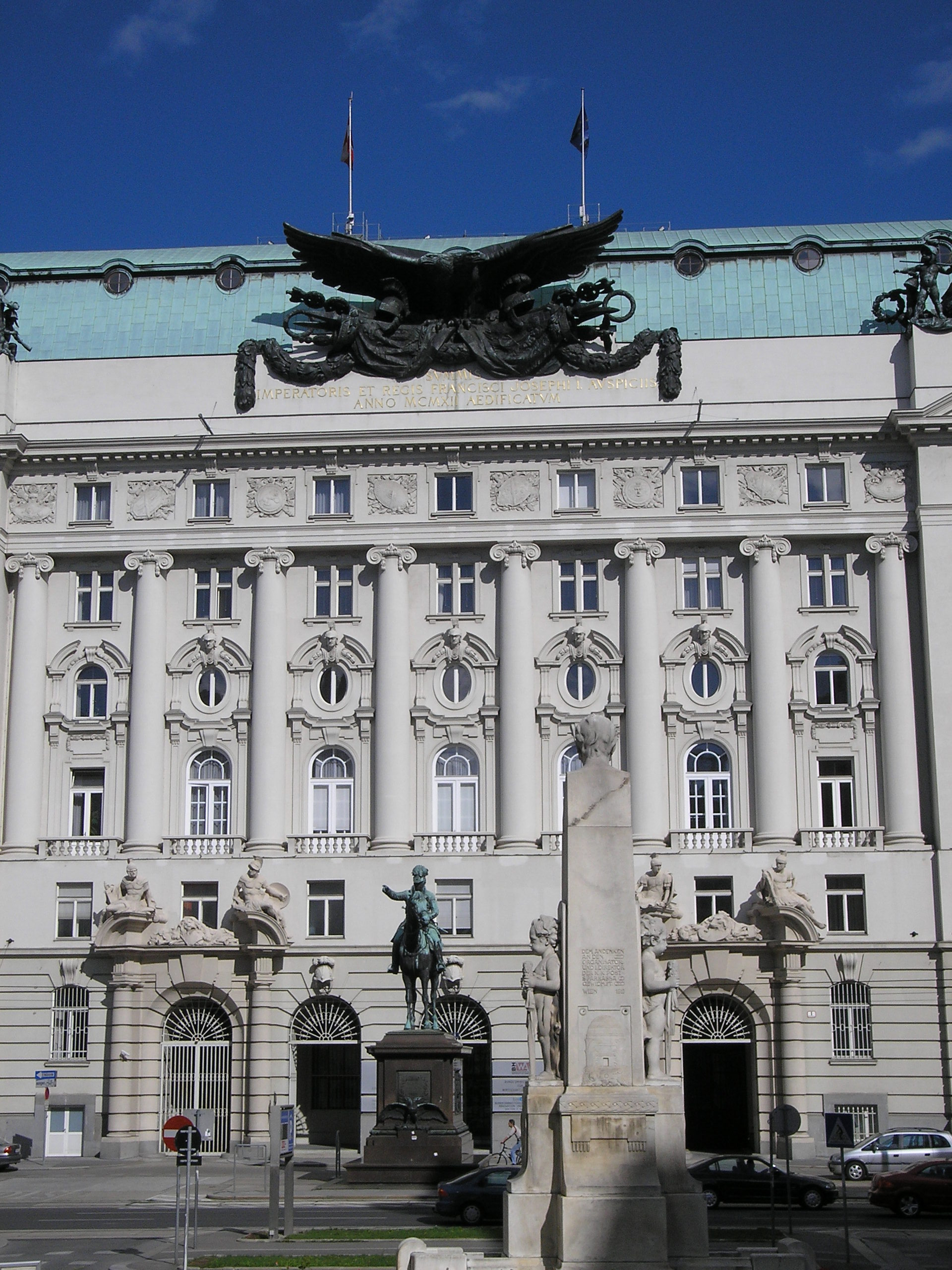
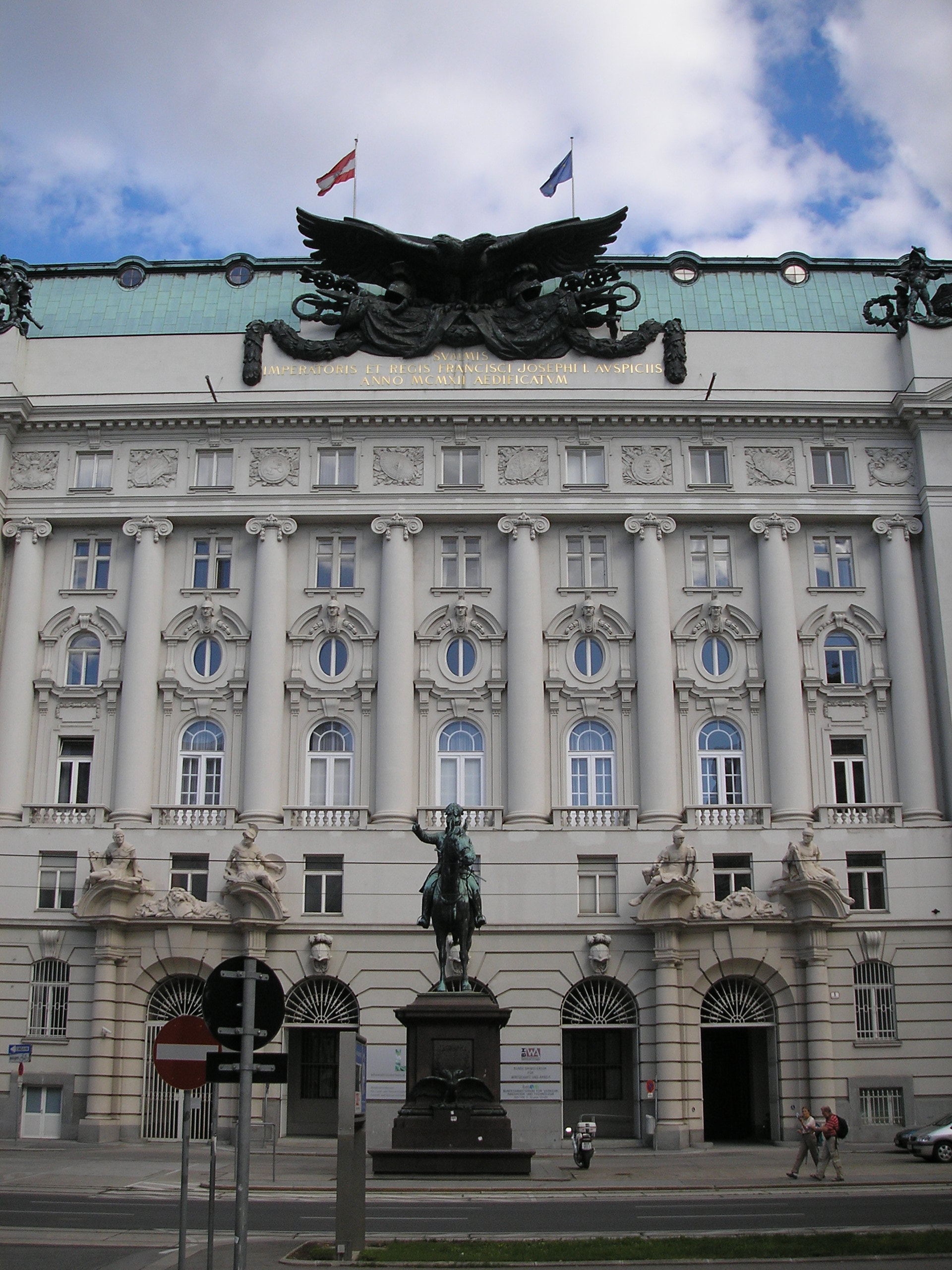
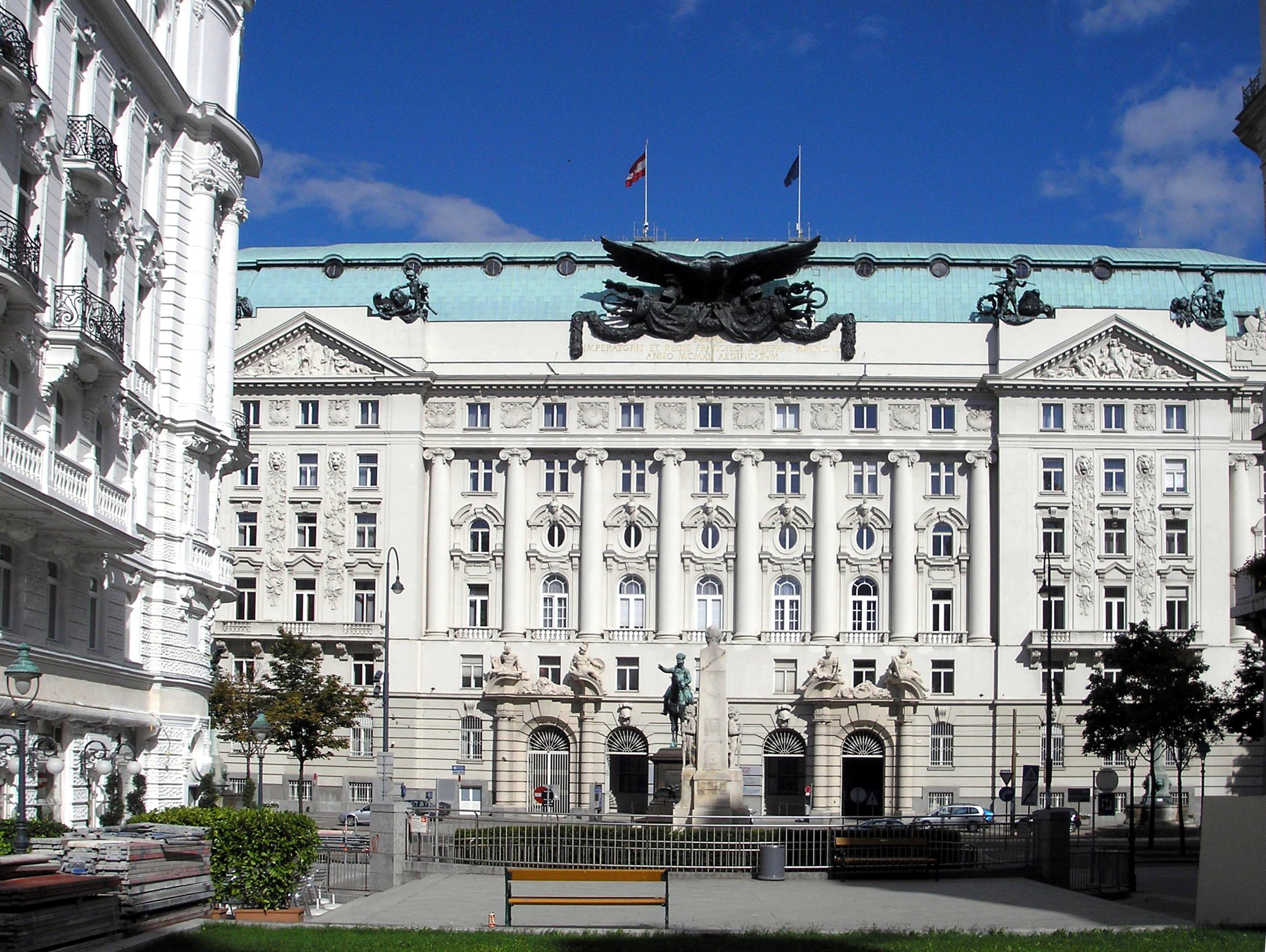
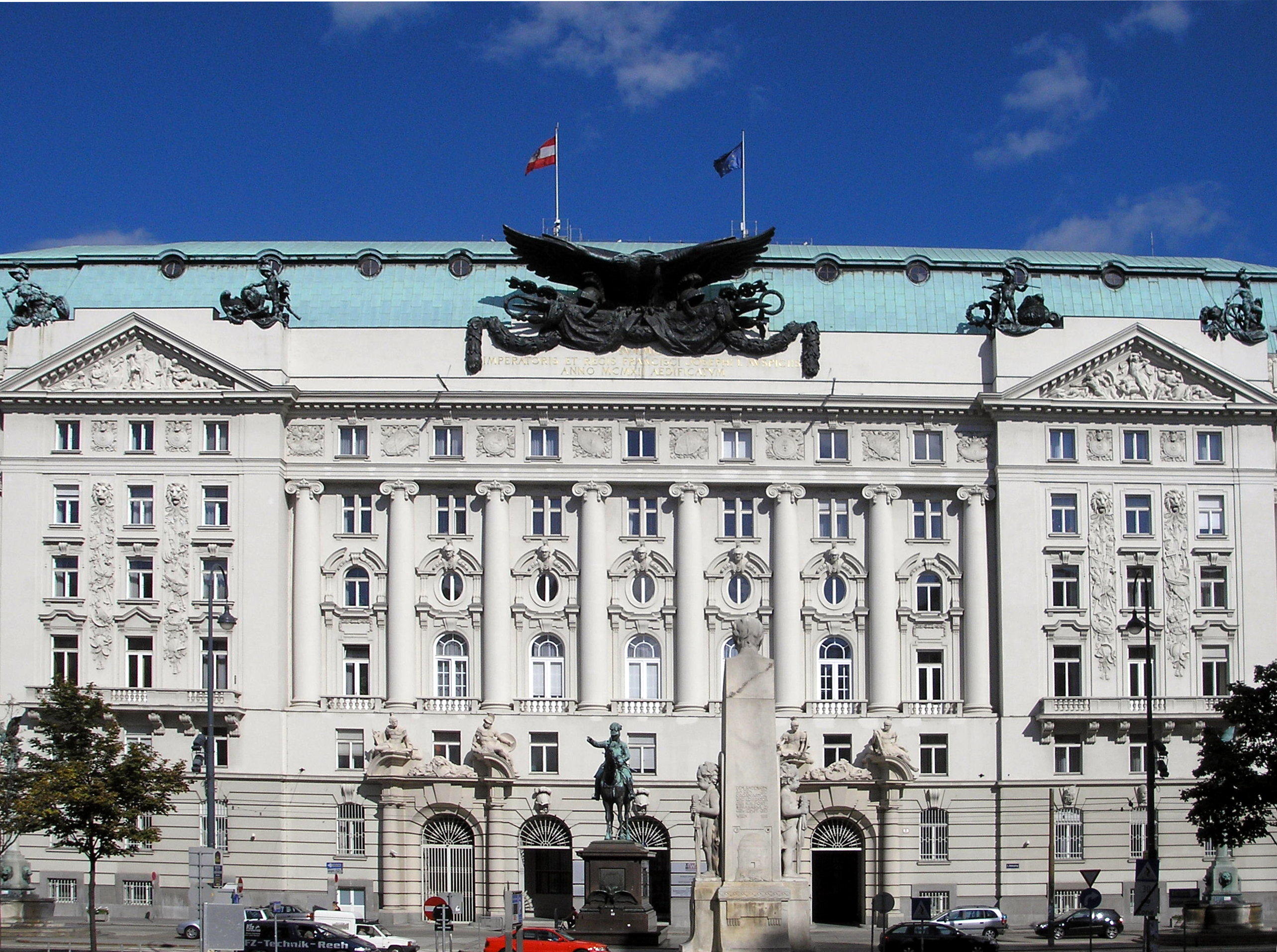
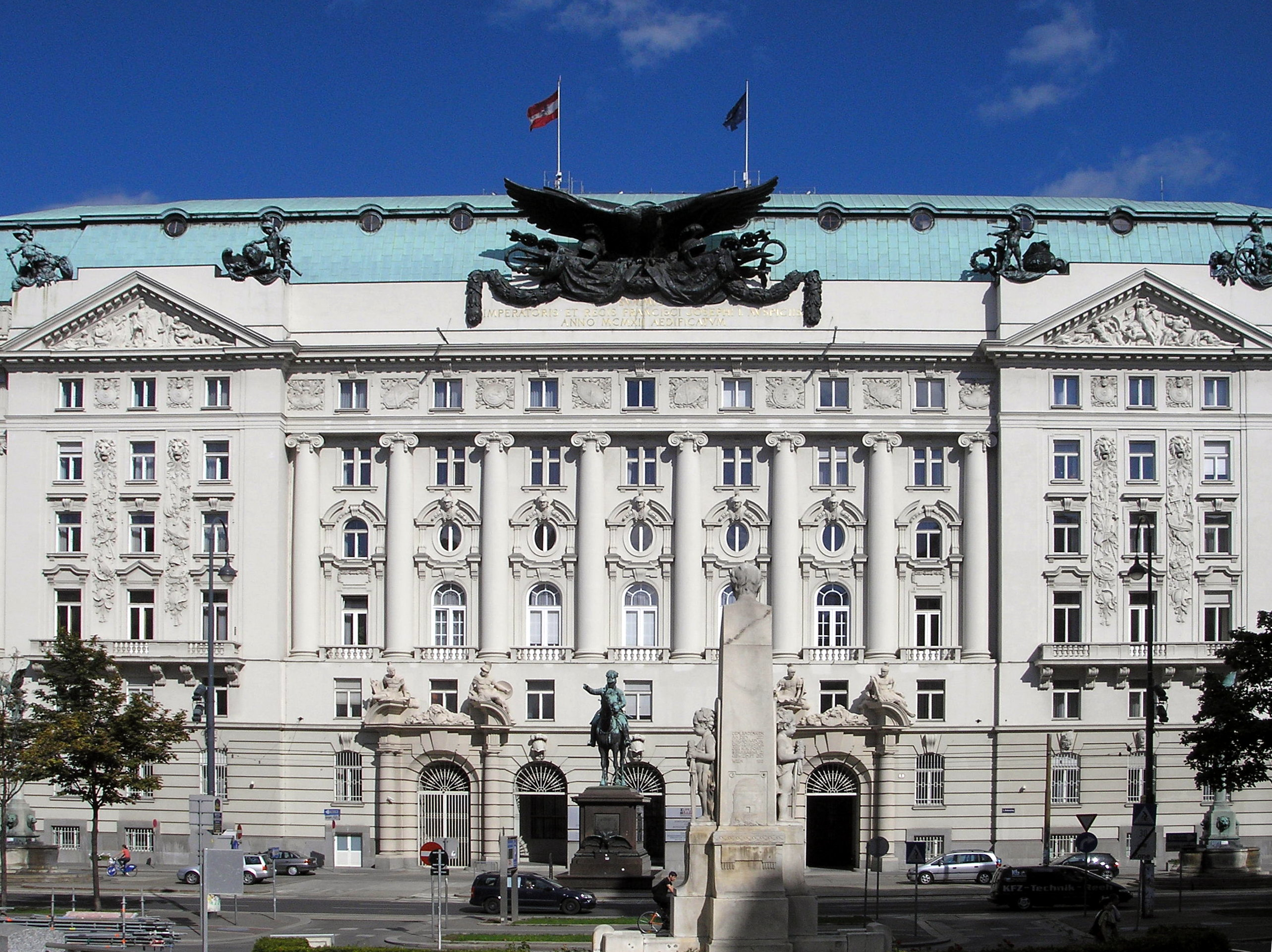
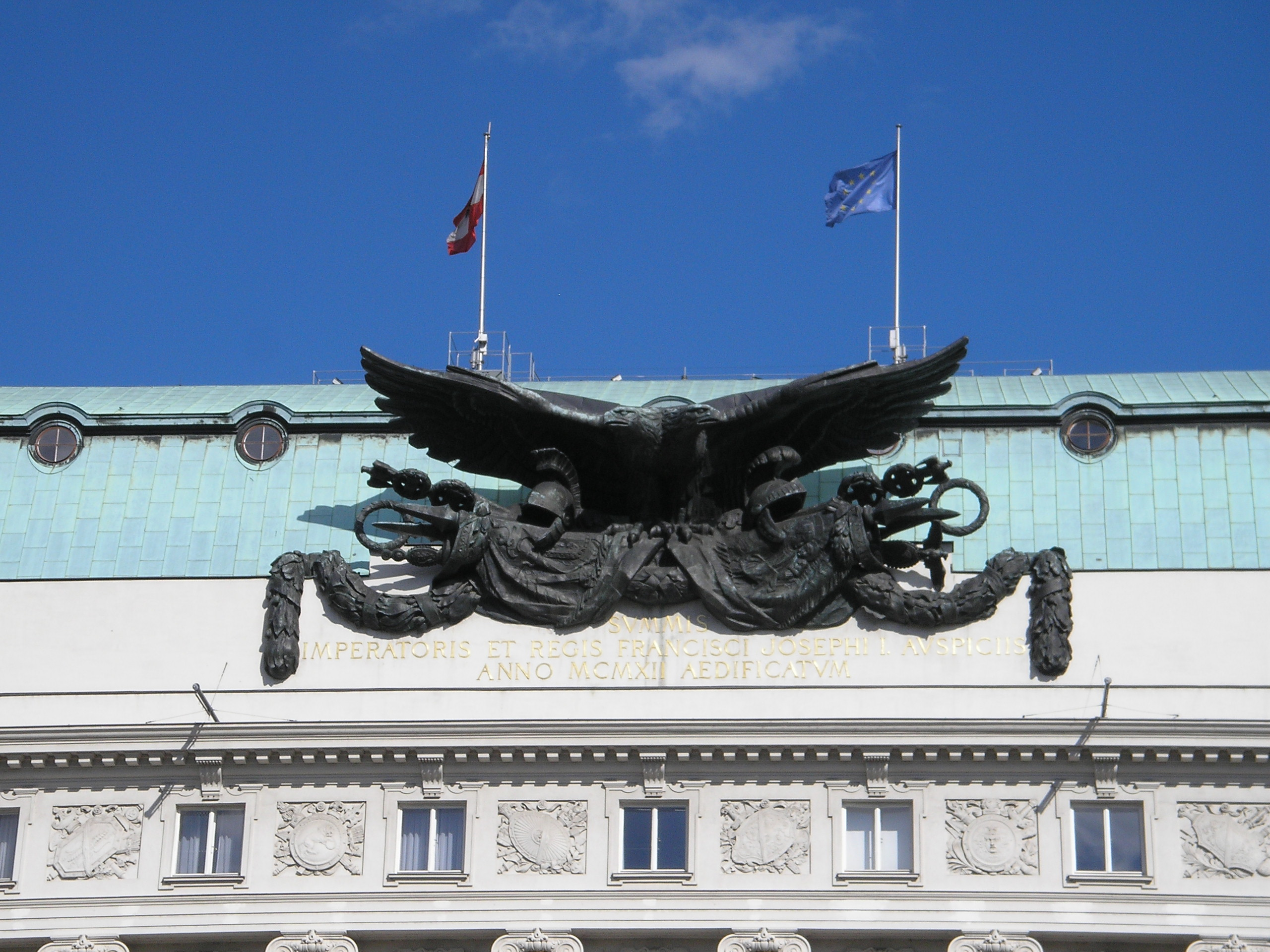
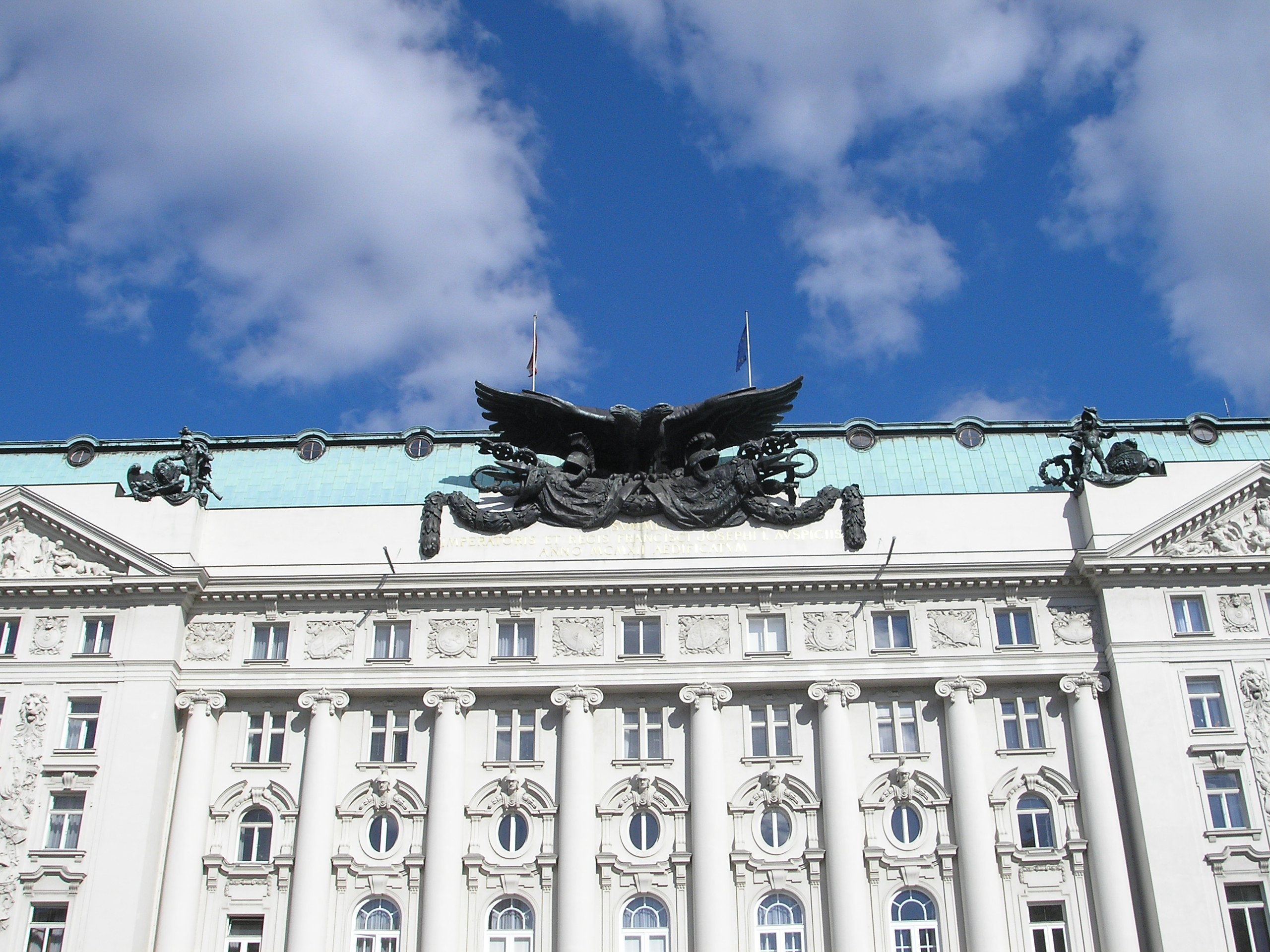
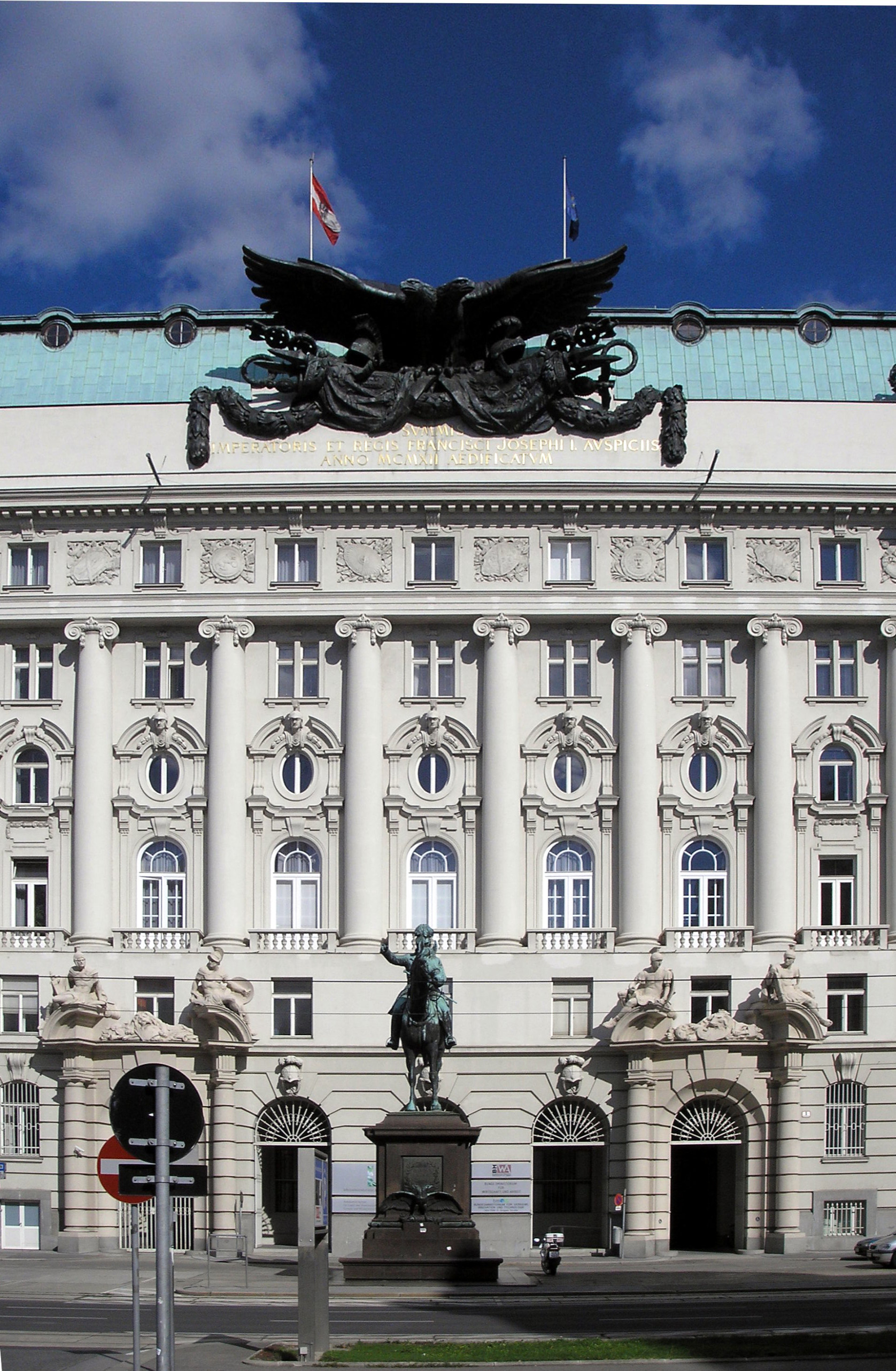
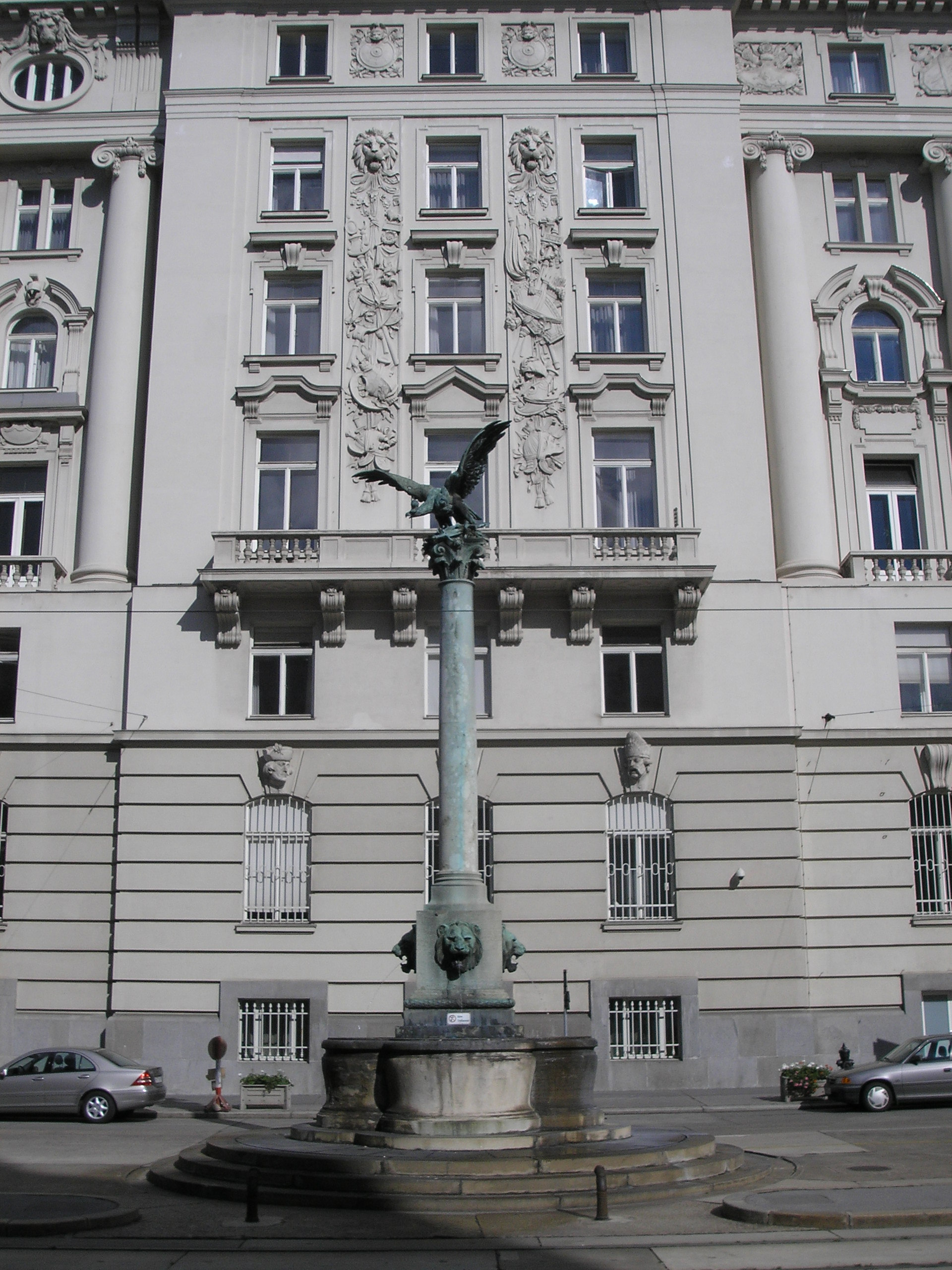
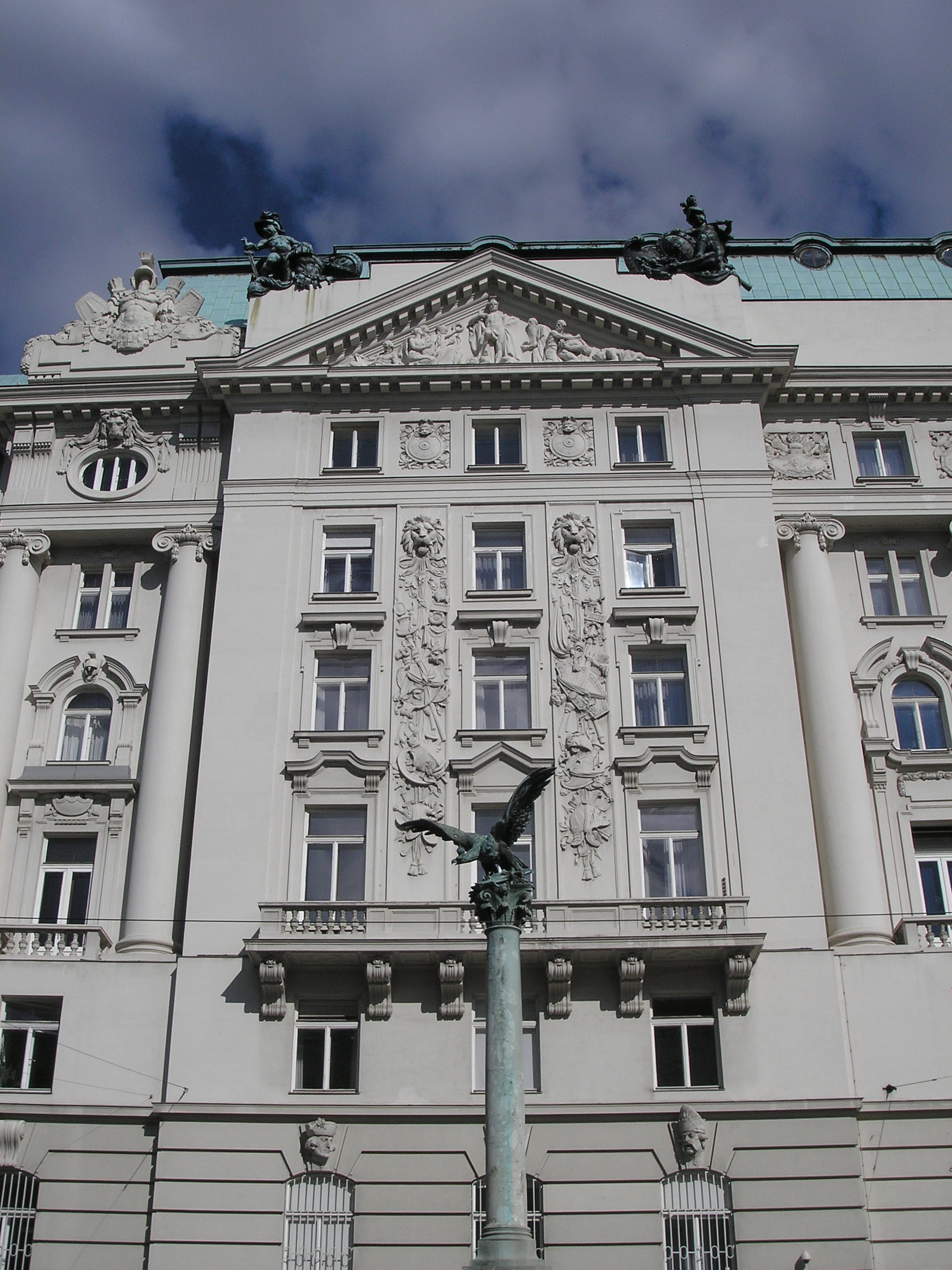
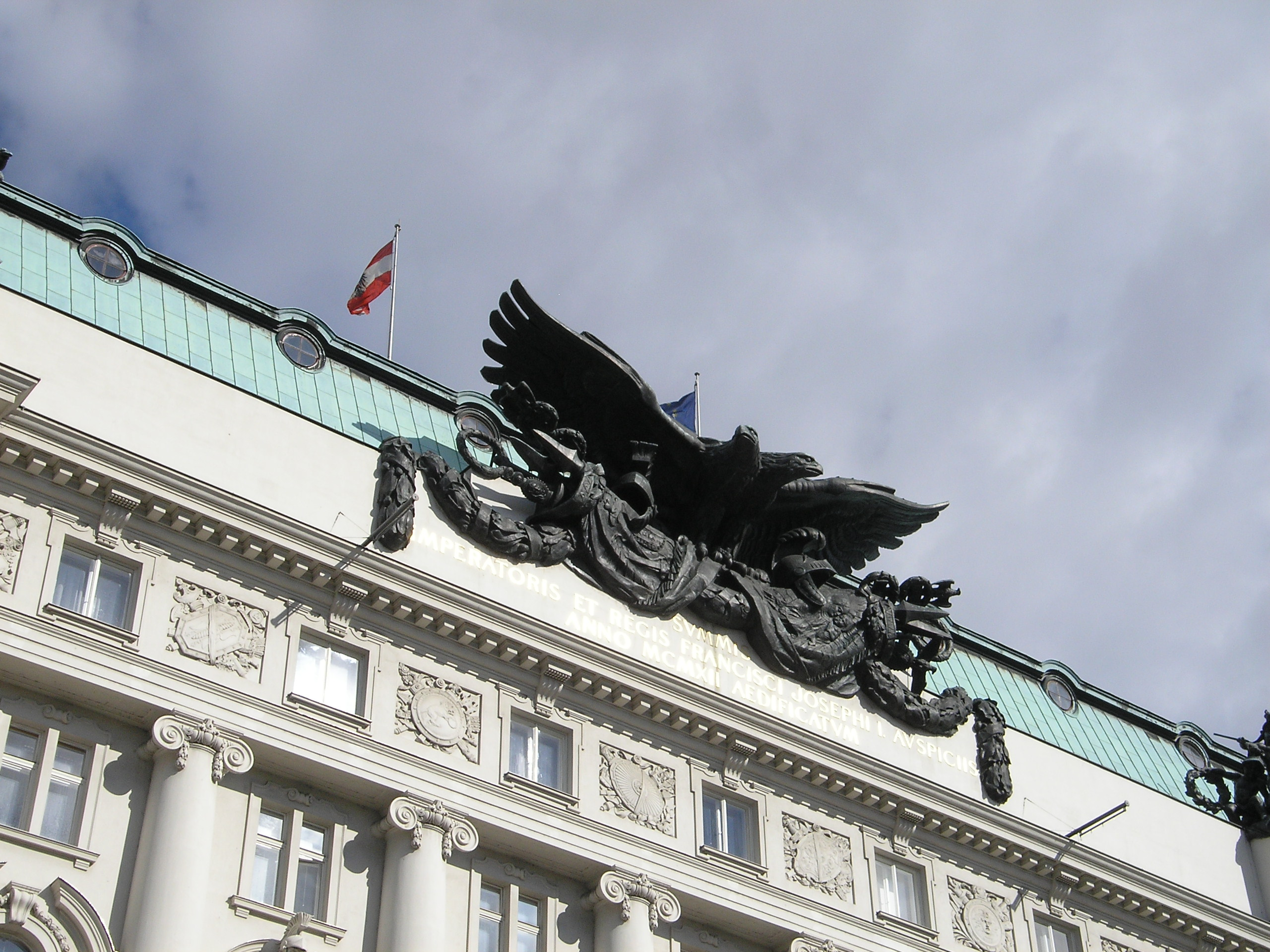
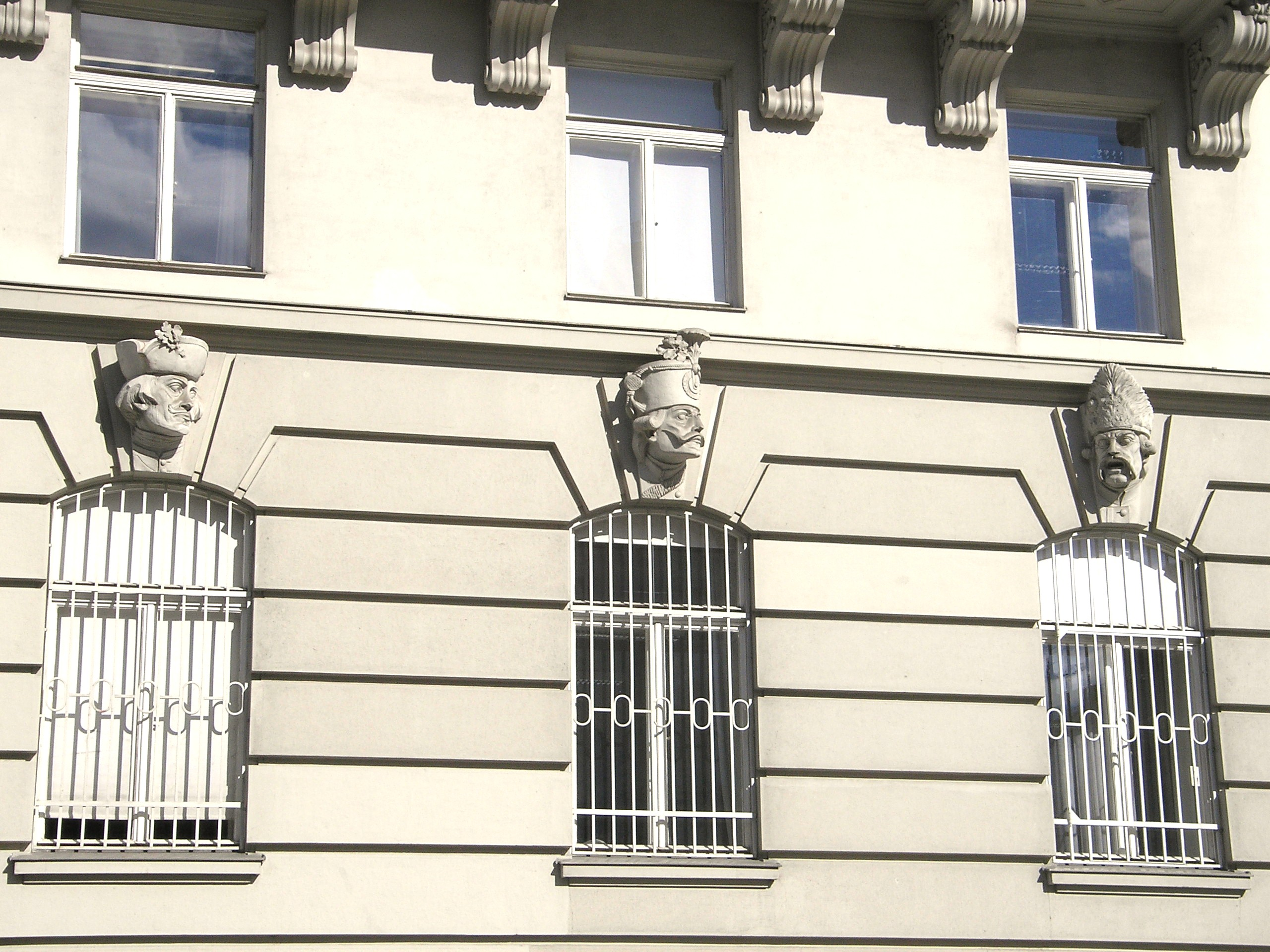
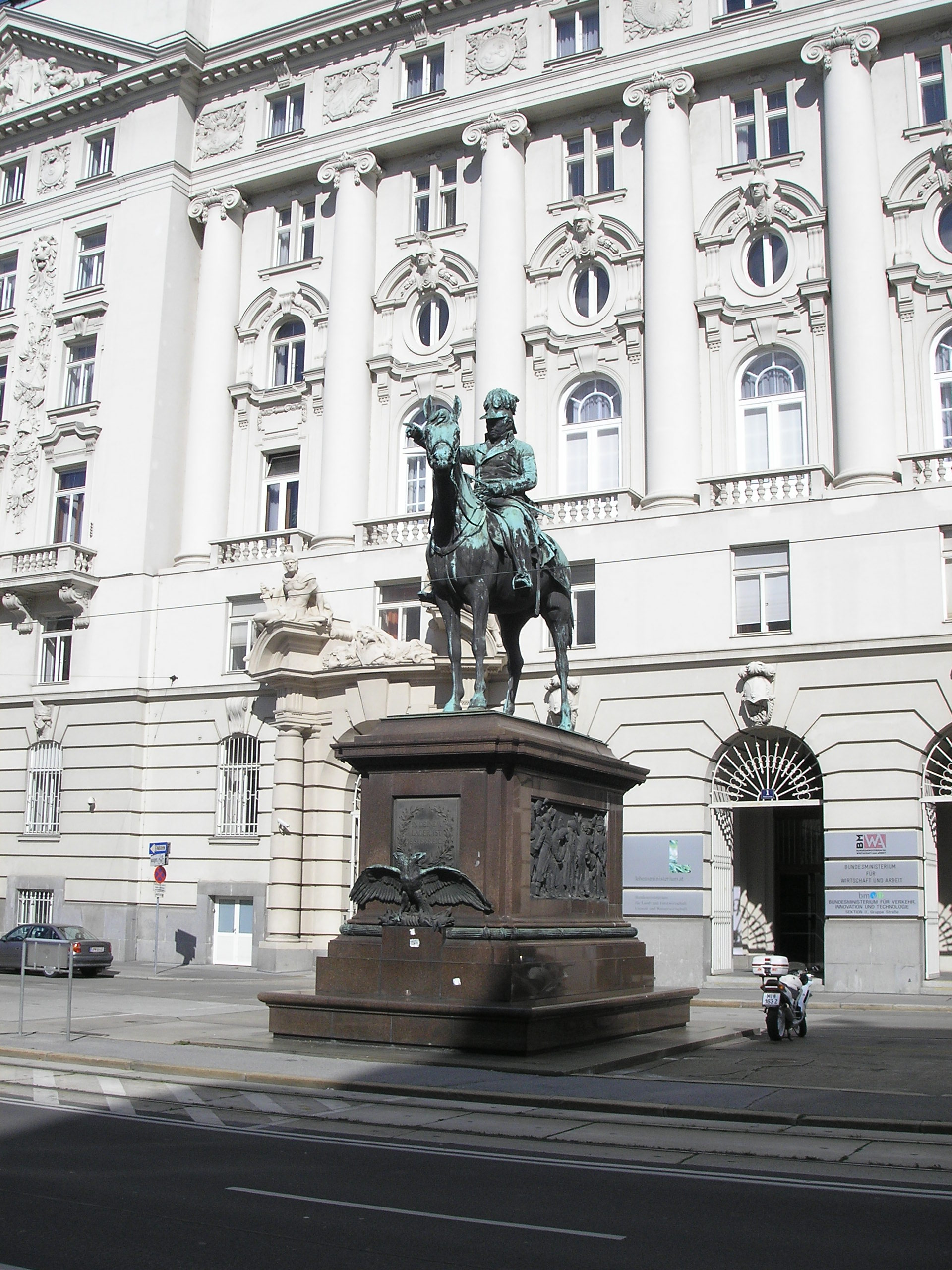
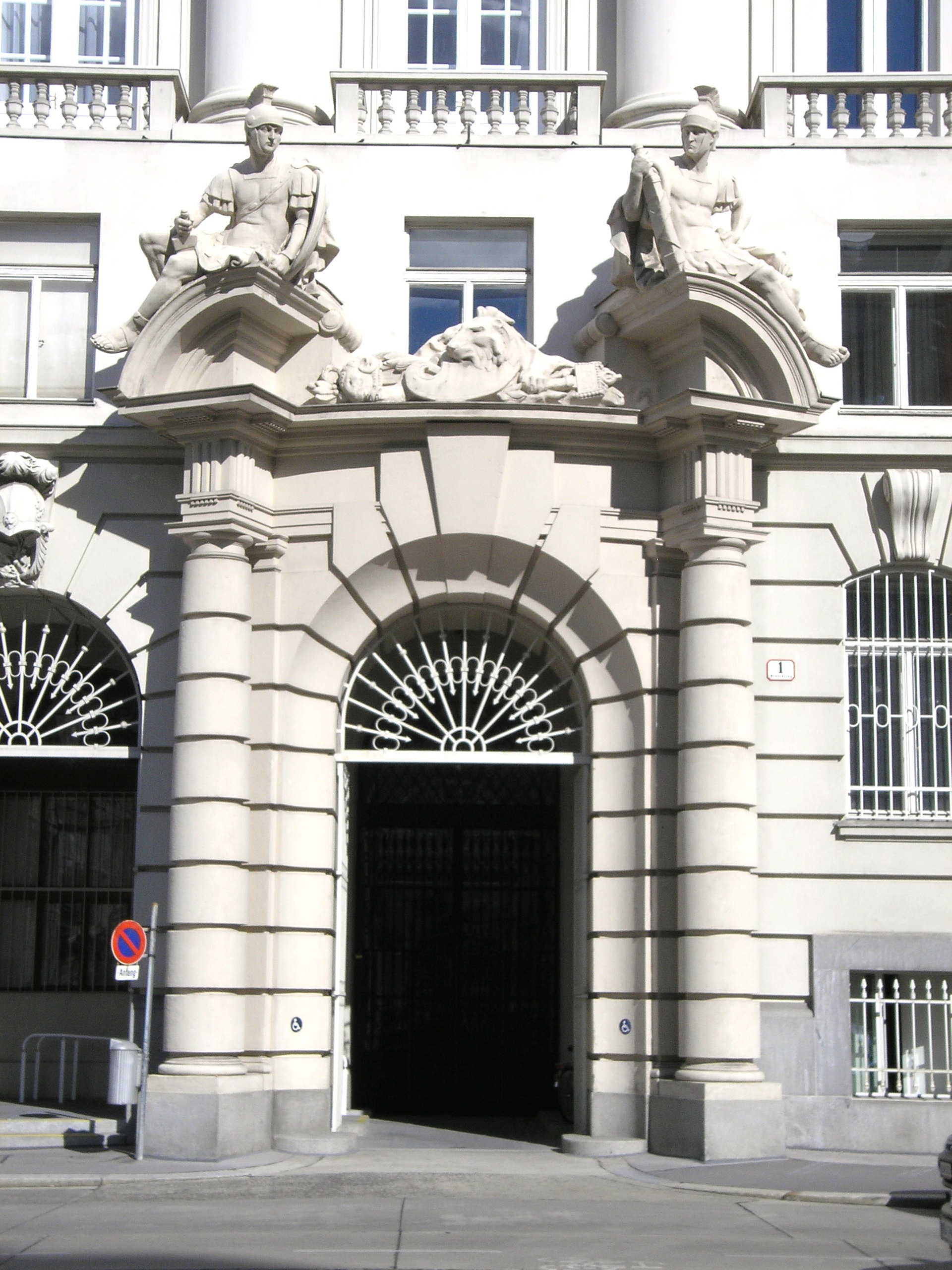
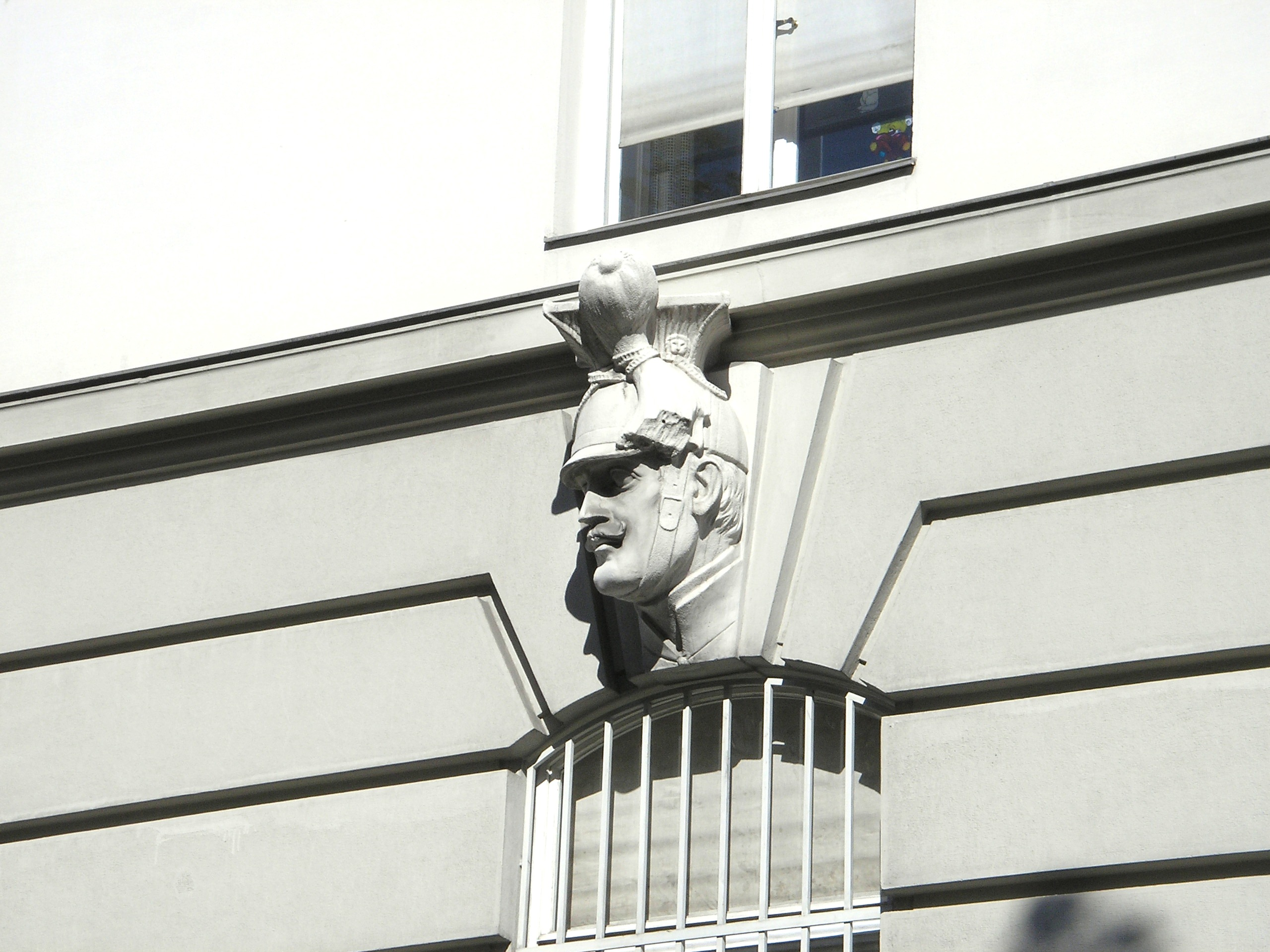
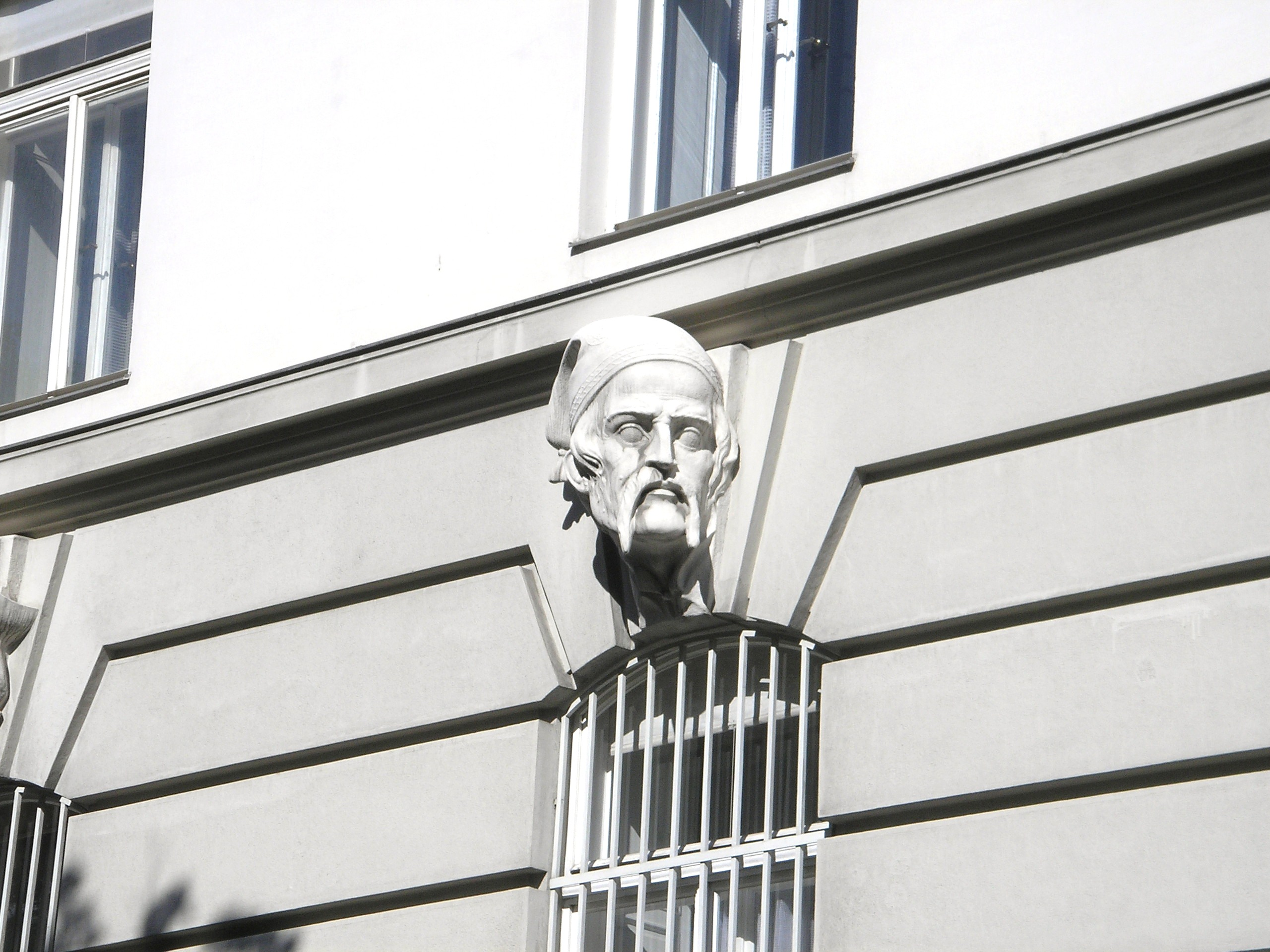